# Erin Molan
Pour les articles homonymes, voir Molan.
Ne doit pas être confondu avec Erin Moran.
Erin Molan, née le 24 août 1983 à Canberra est une présentatrice de radio, animatrice de télévision et journaliste australienne. Jusqu'au 6 décembre 2024, elle animait une émission télévisée aux heures de grande écoute sur la chaîne d'informations en continu Sky News Australia, qui met fin à son contrat sans préavis, dans le contexte d'un attentat antisémite survenu à Melbourne le même jour. Elle est aussi collaboratrice de la chaîne radiophonique 2Day FM et  chroniqueuse pour le journal de Sydney The Daily Telegraph.
Erin Molan a d'abord assuré sur la chaîne Nine Network la couverture de la National Rugby League (NRL) de Nine's Wide World of Sports. À partir de 2019, elle anime la diffusion secondaire pour la chaîne 9Gem du tournoi de tennis Open d'Australie. Elle a aussi été présentatrice sportive du vendredi et du samedi sur Nine News Sydney et animatrice du Sunday Footy Show ainsi que du NRL Footy Show.
Après le 7 octobre 2023, Erin Molan se distingue comme l'une des rares journalistes affichant un ferme soutien à Israël dans le paysage médiatique international.

## Biographie

### Jeunesse et formation
Erin Molan est l'une des trois filles d'un officier de l'armée australienne, Jim Molan. Elle passe son enfance à Jakarta, en Indonésie. En raison de la mobilité imposée par les fonctions de son père, sa scolarité se déroule dans seize établissements différents. Elle entame puis abandonne six cursus universitaires.

### Carrière médiatique
Sa première apparition dans les médias a lieu dans une station de télévision locale de Canberra. Elle décroche ensuite un emploi de journaliste et présentatrice à WIN Television et s'installe à Sydney en 2010 pour participer à la chaîne Nine Network. En 2012, elle rejoint sur une base régulière NRL Footy Show, apparaissant principalement dans la séquence « League of their Own » comme journaliste itinérante[réf. nécessaire].
En 2014, Erin Molan devient co-animatrice permanente de l'émission, aux côtés de Paul Vautin, Darryl Brohman, Beau Ryan et de l'ancien joueur de cricket d'essai Michael Slater. Elle apparaît également  régulièrement dans l'émission  The Sunday Footy Show depuis 2012, réalisant principalement le reportage de la séquence « Around the Grounds ».
En  2017 elle assure la couverture pour Nine's Wide World of Sports du championnat du monde de netball d'intérieur (Fast5).
À partir de 2018, elle devient l'unique animatrice du NRL Footy Show et anime également le Sunday Footy Show[réf. nécessaire]. Le 3 octobre 2018, on annonce qu'après vingt-quatre ans, The NRL Footy Show sera supprimé après la pire baisse d'audience de l'histoire de l'émission. En décembre 2021, Erin Molan démissionne de Nine Network pour rejoindre Sky News Australia en intervenant aux heures de grande écoute.
En décembre 2021 elle décline une proposition de se présenter comme candidate du Parti libéral d'Australie pour la circonscription d'Eden-Monaro aux élections australiennes de 2022, affirmant que ses ambitions politiques futures avec les libéraux étaient « sur la bonne voie »,.
En septembre 2024, Erin Molan attire l'attention par ses prises de positions publiques fermement pro-israéliennes dans le conflit opposant Israël au Hezbollah libanais sur Sky News, ce qui lui vaut des tentatives d'intmidation allant jusqu'aux menaces de mort. Elle déclare notamment : « Nobody knows what will happen next in the Middle East, but I know without any doubt in my mind who I'm rooting for, and it's not the terrorists who celebrate death. It's the country that celebrates life » (« Personne ne sait ce qui va se passer au Moyen-Orient, mais ce dont je suis sûre, c'est de quel côté je suis : ce n'est pas celui des terroristes qui célèbrent la mort, mais celui du pays qui célèbre la vie »).
Son émission d'informations générales Erin, du vendredi à 17 heures sur Skynews est supprimée en décembre 2024 et Erin Molan est licenciée avec effet immédiat sur décision unilatérale de la direction en raison, selon elle, de ses prises de position pro-israéliennes,. Peu, après elle se rend en Israël où elle rencontre le president Isaac Herzog ainsi que des familles d'otages détenus par le Hamas. Herzog fait l'éloge de la « clarté du jugement moral » dont elle fait preuve en se tenant aux côtés d'Israël dans sa guerre contre le Hamas. Questionnée sur les motifs de son licenciement, elle évoque cette fois « des raisons budgétaires ».
Peu après l'attaque du Hamas contre Israël d'octobre 2023 et avant qu'Israël n'ait organisé sa riposte, Erin Molan est profondément choquée par le comportement des foules à Sydney célébrant les attaques en scandant « Gazez les Juifs » parmi d'autres slogans antisémites. Elle a déclare à cette occasion avoir ressenti pour la première fois de sa vie « une véritable honte pour [son] pays ».

### Vie privée
En avril 2017, Erin Molan annonce ses fiançailles avec le policier Sean Ogilvy. Leur fille naît en 2018. Trois ans plus tard, Molan annonce la fin de sa relation avec Ogilvy.